# Coccoderus longespinicornis
Coccoderus longespinicornis là một loài bọ cánh cứng trong họ Cerambycidae.